# 三ツ丸ストアー
株式会社三ツ丸ストア（みつまるストア）は、日本の企業。京都府北部を中心にスーパーマーケットを展開している。

## 概要
1924年（大正13年）に綾部市に在った村上、田中、出口の3呉服店が共同で設立した「三ツ丸百貨店」の舞鶴営業所として発足し、1965年（昭和40年）8月に舞鶴市にて「株式会社三ツ丸ストア」として発足した小売企業である。
前身の「三ツ丸百貨店」は綾部でははじめての鉄筋コンクリート3階建ての近代建築や創業3年後の1926年（大正15年）には綾部で初めてラジオの公開を行うなど綾部の近代化を代表する存在として地元では有名な企業であった。
また、1933年（昭和8年）には福知山商人から反対運動を受けながら福知山市に進出し、福知山で最初の高い建物で初めてエレベーターがついた鉄筋コンクリート3階建てのビルを建設し店舗とし、見晴らしの良い最上階の3階に開設されたレストランのトンカツやビーフステーキが大好評となるなどこちらも福知山の歴史に残る著名な店舗として地元では有名な存在となった。
「三ツ丸百貨店」は第2次世界大戦後の1948年（昭和23年）8月 に綾部店に三ッ丸映画劇場を開設すると、それに合わせて地元の愛好家等がアメリカ映画研究会を結成し、綾部文化協会の中核として文化活動の中心となったり、1952年（昭和27年）からは児童生徒の夏休み中の研究創作活動の作品を展示する展覧会「青少年工夫創作品展」の会場の一つとなるなど文化面でも重要な役割を果たした。
現在は両店舗共に閉鎖され、綾部店跡は綾部市商工会議所が、福知山店跡は福知山鉄道館ポッポランド と福知山市文化資料館として利用されている。
主な営業エリアは現在の会社設立時の本拠であった舞鶴市の他に、「三ツ丸百貨店」の店舗があった福知山市・綾部市で、中丹地方を基盤としている。なお兵庫県丹波市にも2店出店している。

### 沿革
- 1924年（大正13年） - 綾部市にて「三ツ丸百貨店」創業。
- 1926年（大正15年） - 「三ツ丸百貨店」（綾部市）にて初のラジオ公開。
- 1933年（昭和 8年） - 「三ツ丸百貨店」が福知山市に進出。
- 1948年（昭和23年）8月 - 「三ツ丸百貨店」（綾部市）に「三ッ丸映画劇場」を開設。
- 1965年（昭和40年）8月2日 - 舞鶴市にて資本金100万円で「株式会社三ツ丸ストア」を設立[1]。
- 1978年（昭和53年）10月 - 「株式会社三ツ丸ストア」が福知山市に進出。
- 2004年（平成16年）7月1日 - 舞鶴市の「いまがわストアー」を買収。

## 店舗
舞鶴市
- 三条店（舞鶴市字浜741-1[1]、1980年（昭和55年）11月開店[1]）

店舗面積396m2。
- 余内店（舞鶴市字倉谷1514[1]、1998年（平成10年）4月開店[1]）

店舗面積389m2。
福知山市
- 三和店（福知山市三和町千束609-3[1]、1986年（昭和61年）10月開店[1]）

店舗面積297m2。

### 生鮮＆業務スーパー
舞鶴市
- 下福井店（舞鶴市下福井916-6[1]、1989年（平成1年）4月開店[1]）

店舗面積490m2。
- 溝尻店（舞鶴市溝尻中町）
- 田中店（舞鶴市田中町）

福知山市
- 駅南店（福知山市駅南町）
- 堀店（福知山市字堀2641[1]、1978年（昭和53年）10月開店[1]）

店舗面積1,155m2。
- 前田店（福知山市前田230[1]、1988年（昭和63年）8月開店[1]）

店舗面積594m2。
綾部市
- 綾部店（綾部市大島町二反目6[1]、1991年（平成3年）12月開店[1]）

店舗面積490m2。
- 青野店（綾部市青野町上入ケ口61[1]、1994年（平成6年）3月開店[1]）

店舗面積490m2nikkei-commerce-yearbook-2003" />。
丹波市
- 氷上店（丹波市氷上町稲継字八ヶ坪）

### 過去に存在した店舗
- 一宮神社前店（福知山市字堀2335-1[1]、1993年（平成5年）5月開店[1]）

店舗面積490m2。
- 篠尾店（福知山市篠尾新町3-116-1[1]、1981年（昭和56年）3月開店[1]）

店舗面積561m2。
- 和久市店（福知山市和久市町172[1]、1990年（平成2年）10月開店[1]）

店舗面積490m2。
- 下八田店（綾部市下八田町下沢11-10[1]、1994年（平成6年）4月開店[1]）

店舗面積490m2。
丹波市
市島店（丹波市市島町上田字位川原）